# Куку, Васа
Куку, Васа је српска телевизијска серија снимана 2009. у продукцији РТВ Пинк.

## Синопсис
Ана је амбициозна самим тим што ради у адвертајзингу. Пошто се супротности привлаче, удала се за Павла, нервозног таксисту. Он је из провинције, али је свакако остао у Београду након студија. За разлику од њега Ана је Београђанка неколико колена уназад, што њена мајка Наталија (Сека Саблић) с поносом истиче. Кад смо већ код Наталије, илити зле таште, она је цео радни век провела радећи у МУП-у, на шалтеру за регистрацију возила, такозваном шалтеру смрти. Иначе, Наталија мрзи, пре свих, себе, а онда и све остале. Наивна је и покварена. Њена рођена сестра Емилија, која је цео живот провела на брачним путовањима, и још увек је тамо, на чување јој је оставила сина Васу, вечитог студента и женскароша - тинејџера заробљеног у телу четрдесетогодишњака. Васу Бог није оставио на цедилу, али му је уместо талента за студије географије, подарио таленте за кување и музику. Прича почиње отприлике овако: Ана и Павле након венчања долазе кући, у радосном ишчекивању прве брачне ноћи, кад гле чуда, Наталија је и даље у стану. Још се није преселила у гарсоњеру, јер није могла. Зашто? Зато што из гарсоњере још није изашао Васа. Али изаћи ће он сутра, па ће млади пар имати прилику за поправни друге брачне ноћи. Сутра? Да, да, мало сутра! Како то Марфијев закон налаже, Васа је гарсоњеру привремено изгубио на покеру и уместо да оде из њихових живота, он улази у њихове животе и усељава се код Наталије, Ане и Павла. У гарсоњеру улази Камени, витез београдског асфалта и од ње прави илегалну коцкарницу. Камени фура с Лепом Миром, естрадном звездом, а „пословни партнери“ су му Гвоздени и Стамени.

## Улоге
| Глумац                 | Улога                    |
| ---------------------- | ------------------------ |
| Небојша Љубишић        | Васа                     |
| Јелисавета Сека Саблић | Наталија                 |
| Катарина Марковић      | Ана                      |
| Марко Живић            | Павле                    |
| Милош Самолов          | Камени                   |
| Тијана Караичић        | Лепа Мира                |
| Ружица Сокић           | Емилија                  |
| Марко Николић          |                          |
| Даница Тодоровић       |                          |
| Милија Вуковић         |                          |
| Срђан Јовановић        |                          |
| Ђорђе Марковић         |                          |
| Ненад Ненадовић        |                          |
| Божидар Стошић         |                          |
| Слободан Тешић         |                          |
| Владимир Тешовић       |                          |
| Дејан Тончић           |                          |
| Милош Тимотијевић      | Вукота                   |
| Бојана Тушуп           | Анабела                  |
| Драгомир Чумић         |                          |
| Милорад Дамјановић     |                          |
| Милован Филиповић      |                          |
| Иван Ђорђевић          |                          |
| Борис Комненић         | Слободан Бобика Петровић |
| Тамара Крцуновић       |                          |
| Паулина Манов          |                          |
| Србољуб Милин          |                          |
| Ана Марковић           |                          |
| Милан Милосављевић     |                          |
| Сања Моравчић          |                          |
| Немања Оливерић        |                          |
| Бранко Ђурић           |                          |
| Тања Пјевац            |                          |
| Душан Радовић          |                          |
| Радисав Радојковић     |                          |
| Миленко Павлов         |                          |
| Виктор Савић           |                          |
| Саво Радовић           |                          |
| Данијел Сич            |                          |
| Андреј Шепетковски     |                          |
| Сандра Спасовски       | Зорица                   |
| Јелица Сретеновић      |                          |
| Слободан Стефановић    |                          |
| Жарко Степанов         |                          |
| Бојан Стојчетовић      |                          |
| Мирољуб Турајлија      |                          |
| Синиша Убовић          |                          |
| Славко Белеслин        |                          |
| Ненад Ристић           |                          |
| Марко Марковић         |                          |